# Australian Football in Nauru

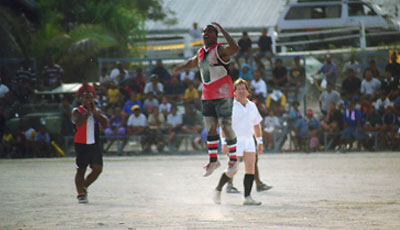
Zwei Spieler der Panzer Saints und ein Schiedsrichter beim Großen Final 1999 auf dem Linkbelt Oval

In Nauru ist Australian Football die Nationalsportart, denn keine andere Sportart ist dort beliebter und wird häufiger praktiziert. Auch eine nauruische Liga existiert, welche von der Nauru Australian Football Association (NAFA) organisiert wird. Der Sitz der NAFA befindet sich beim Linkbelt Oval, dem momentan einzigen Footballstadion in Nauru. Die NAFA setzt sich aus dem Präsidenten, einem Sekretär, einem Schatzmeister und einem Vertreter jeder Mannschaft zusammen. Die Exekutive ist, wie die staatliche Exekutive, für drei Jahre gewählt. Bis 1999 war Valdon Dowiyogo Präsident.
Die Regierung unterstützt bei der Sportabteilung vor allem das Gewichtheben, da in dieser Disziplin die meisten internationalen Erfolge erzielt wurden. Daneben wird Australian Football und Golf noch geringfügig unterstützt. Australian Football ist in Nauru von großer Bedeutung für die Bevölkerung. Es gibt vielen Jugendlichen etwas zu tun, da es sonst nicht viele Alternativen in der Freizeit gibt, und es lässt Tausende von Leuten daran teilhaben, ob Spieler oder Zuschauer. Die Bevölkerung interessiert sich auch für die Profiliga in Australien; pro Woche wird eine Partie aus Australien übertragen. Jedoch beruht dieses Interesse nicht auf Gegenseitigkeit: Es ist nicht möglich, Spiele aus Nauru per Rundfunk zu verfolgen, da die NAFA keine Geldmittel für Übertragungen zur Verfügung hat und auch weil das Interesse für nauruischen Australian Football außerhalb von Nauru zu gering ist.

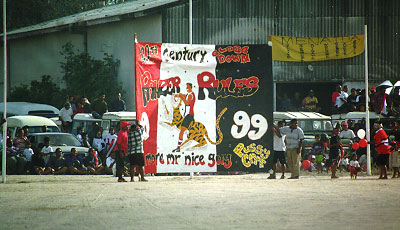
Großes Poster zweier Fans der Panzer Saints vor dem Großen Final 1999

## Geschichte
Australian Football wurde erstmals in den 1930er-Jahren von nauruischen Schülern der Schule in Victoria gespielt. Unter diesen war auch Hammer DeRoburt, der Nauru später in die Unabhängigkeit führte. Die Schulen in Victoria und Geelong waren beliebte Schulen für die Sekundarausbildung von nauruischen Schülern, welche vor dem Zweiten Weltkrieg in Nauru nicht mehr als die Primarausbildung abschließen konnten.
Nachdem DeRoburt von Geelong zurückgekehrt war, führte er mit ein paar anderen Schülern Australian Football ein und machte es zu jener populären Sportart, welche sie heute ist. Er wurde ein großer Unterstützer des Footballvereins der Geelongschule, der Cats, und blieb ihm immer treu. Wann immer er in Melbourne weilte, besuchte er die Spiele der Cats.
1994 bewahrte Kinza Clodumar, damaliger Vorsitzender der Nauru Insurance Corporation, das australische Australian-Football-Team Fitzroy Lions durch ein siebenjähriges Millionenabkommen vor dem Konkurs.

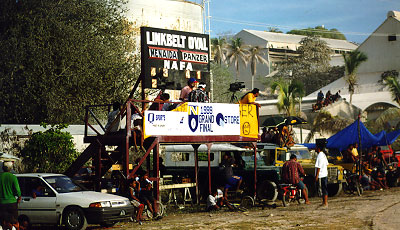
Anzeigetafel des Linkbelt Oval während des Großen Finals 1999

Zwischen 1987 und 1999 wurde die nationale Meisterschaft von den Menaida Tigers dominiert; sie gewannen zehn Meistertitel in Folge. 1996 spielten acht Mannschaften in der Seniorenliga. 1997 wurde weder bei den Senioren, noch bei den Junioren eine Meisterschaft ausgetragen. Dennoch sandte die Nauru Secondary School ein U14-Team, welches zu den Queensland Junior State Championships eingeladen wurde. Dabei gewannen sie alle vier Spiele. Danach wurde Paner Baguga, einer der damals besten U18-Spieler, nach Brisbane gesandt, um bei der Mannschaft Morningside in der Queensland State Football League zu spielen. 2001 wurde erneut keine nationale Meisterschaft ausgespielt.

## Ligen und Mannschaften

### Nationalmannschaft
1995 nahm die nauruische Nationalmannschaft an den Arafura Games in Darwin teil, wo sie die Bronzemedaille gewann. Die „Fregattvögel“ (wie sie damals genannt wurden) wurden vom früheren Spieler der Geelong Cats, Mark Yeates, trainiert.
Im März 2000 nahm das Nationalteam, jetzt die Chiefs genannt, am Web Sports Cup in Queensland teil, bei welchem sie gegen die Nationalmannschaften aus Samoa und eine australische Auswahl gewannen. Diesen Erfolg wiederholten sie beim Pacific Cup ein Jahr später. 2001 gewannen sie bei den Arafura Games in Darwin die Goldmedaille.
2002 nahm das Nationalteam am ersten Australian Football International Cup in Melbourne teil, und hielt dabei den 7. Platz. Aus finanziellen Gründen konnte das Nationalteam am zweiten Cup (2005) nicht teilnehmen. 2008 erreichten sie den 5. Platz, 2011 den 6. Platz, 2014 den 7. Platz und bei der letzten Ausgabe 2017 den 5. Platz.

### Liga-Mannschaften
- Die Menaida Tigers sind das erfolgreichste Team der Liga. Sie gewannen zwischen 1987 und 1999 zwölfmal hintereinander die Meisterschaft (1997 wurde nicht gespielt). Das Team kommt aus Buada und Aiwo und spielt für das Stromkraftwerk. Ihr früherer Name war Linkbelt Tigers. Mit René Harris haben die Menaida Tigers einen prominenten Fan, der früher auch als Sponsor wirkte. Weitere hunderte von Fans unterstützen die Tigers regelmäßig bei ihren Spielen.

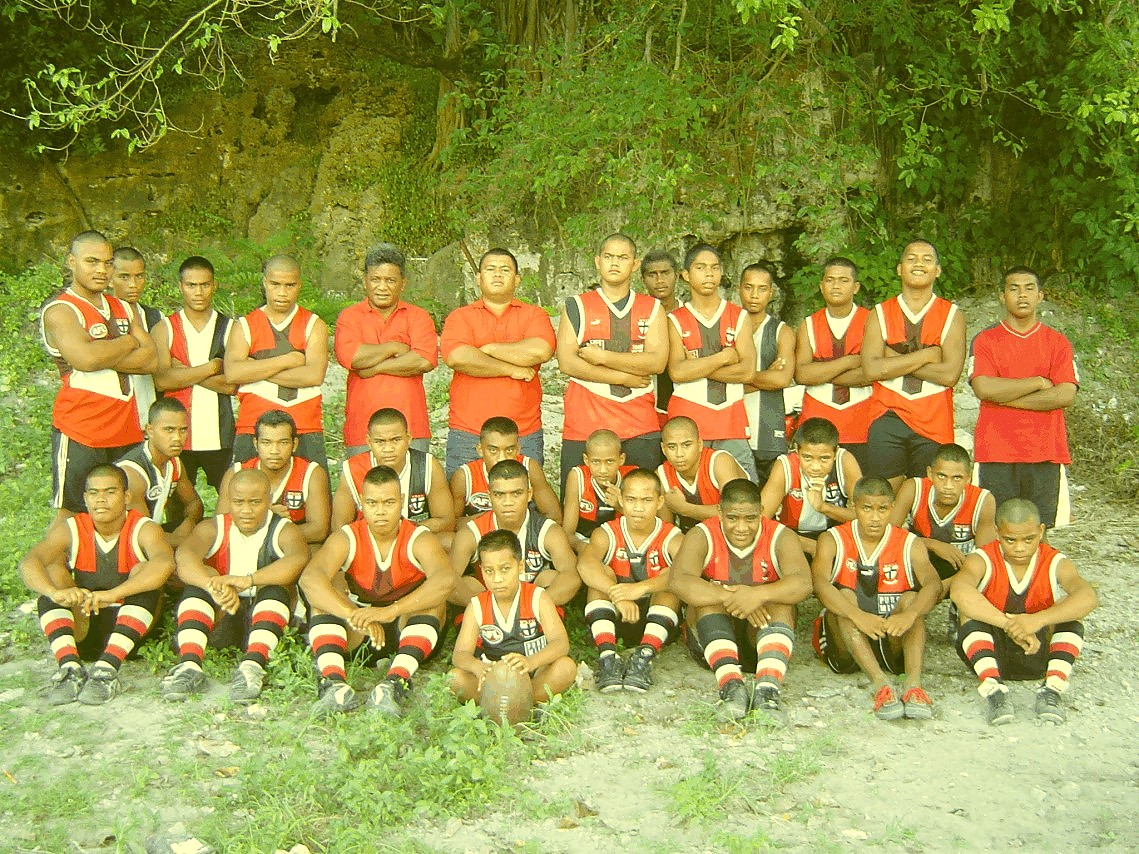
U17 der Panzer Saints im Jahre 2003

- Die Panzer Saints sind die zweite große Mannschaft in der Liga. Sie gewannen zwei Meistertitel 1986 und 2000. Bei den Saints spielten früher der Coach der Nationalmannschaft, Wes Illig, und der in Australien erfolgreiche Stürmer Paner Baguga. Die Saints kommen aus Meneng, genießen dort große Beliebtheit und haben eine dementsprechend große Fangemeinschaft. Die U17 der Panzer Saints gewann 2003 die U17-Meisterschaft
- Die Blues aus Anabar und Anetan sind ein weniger erfolgreiches Team. Ein bekannter ehemaliger Spieler ist Sean Oppenheimer, Gründer der Juniorenliga und des größten Privatunternehmens Naurus, Capelle & Partner. Die U14 der Blues gewann die erste Juniorenmeisterschaft 1999 gegen Ubenited. Die Elite stand 2000 im Finale, verlor dieses jedoch gegen die Panzer Saints deutlich.
- Die Ubenited Power sind ein Team, welches aus den Mannschaften Ubenide Power und Ubenited hervorgegangen sind. U.a. Valdon Dowiyogo spielte für die Ubenited Power. Sie stammen aus Ubenide und haben als einzige in allen Ligen je ein Team. Den größten Erfolg des Vereins erzielte die U17, als sie 2000 die Meisterschaft gewann.
- Die Aces sind ein Team mit kleinen Ambitionen. Bei ihnen spielte u. a. Wes Illig und Marcus Stephen, Naurus erfolgreichster Gewichtheber. Vermutlich kommen sie aus Anetan.
- Die Supercats oder auch nur Cats sind ein unabhängiges Team ohne Heimdistrikt. Ihren Namen haben sie von den Geelong Cats, einem australischen Team, bei welchem schon viele Nauruer gespielt haben. Die Supercats hatten 1996 zwei australische U19-Spieler in ihren Reihen.
- Die Boe Lions sind eine Mannschaft aus Boe. Sie sind nach dem australischen Team Fitzroy Lions benannt und erhalten prominente Unterstützung durch Kinza Clodumar. Ihr größter Erfolg war der Gewinn der U14-Meisterschaft im Jahr 2000.

Über das Team Esso, die Eagles, die Frigates und die Yaren Magpies ist nichts bekannt.
Die Saison dauert von Mai bis Dezember. Die Liga ist sozusagen isoliert von anderen Auslandsligen. Nur selten spielen Ausländer in der nauruischen Liga; lediglich sechs Australier spielten seit 1989 in Nauru. 1996 spielten zwei Spieler des Geelong College drei Spiele für die Supercats. Andere Ausländer, welche in der Liga spielten, kamen aus Kiribati, Tuvalu und Fidschi. Auch nauruische Spieler in der Profiliga in Australien sind rar; bisher schaffte nur Paner Baguga für kurze Zeit den Sprung in eine Profimannschaft.

### Seniorenligen
Die Seniorenliga besteht aus einer Eliteklasse mit sieben Mannschaften und einer Reserveklasse mit fünf Mannschaften. Es können nur zwei Spiele pro Woche auf dem Linkbelt Oval ausgetragen werden, da es zurzeit das einzige Oval in Nauru ist. Das Denig Stadium ist für Football nicht geeignet.
Mannschaften der Seniorenliga (Elite):
| Team           | Teamfarben       | Wahlkreis(e)   |
| -------------- | ---------------- | -------------- |
| Menaida Tigers | Schwarz-Gelb     | Aiwo, Buada    |
| Panzer Saints  | Rot-Weiß-Schwarz | Meneng         |
| Blues          | Blau-Weiß        | Anabar, Anetan |
| Ubenited Power | Weiß-Schwarz     | Ubenide        |
| Boe Lions      | Braun-Gold-Blau  | Boe            |
| Aces           | ?                | (Anetan?)      |
| Supercats      | Blau-Weiß        | -              |

Mannschaften der Seniorenliga (Reserve):
| Team           | Teamfarben   | Wahlkreis(e) |
| -------------- | ------------ | ------------ |
| Eagles         | ?            | ?            |
| Ubenited Power | Weiß-Schwarz | Ubenide      |
| Esso           | Gelb-Schwarz | Aiwo, Buada  |
| Yaren Magpies  | Schwarz-Weiß | Yaren        |
| Frigates       | ?            | ?            |

### Juniorenligen
Die NAFA richtet keine Junioren-Meisterschaft aus. Sie organisierte früher eine U16-Meisterschaft, welche jedoch abgesetzt wurde.
Meisterschaften für die U17-, U14- und U11-Mannschaften organisiert die Nauru Mini Football Federation (NMFF). Sie ist nicht mit der NAFA verbunden. Die NMFF wurde von Sean Oppenheimer, einem früheren Spieler der Blues und Vorsitzender des Privatunternehmens Capelle & Partner, gegründet. Oppenheimer versuchte bei der NAFA, eine Einführung von Junioren-Ligen zu erreichen. Er hatte auch Sponsoren, welche 3000 Dollar dafür investiert hätten. Doch die NAFA wies die Forderung zurück.
Daher startete Oppenheimer mit einigen Gleichgesinnten 1999 eine eigene Meisterschaft für U14-Teams. Die Capelle & Partner stifteten Bälle, Trikots, Pokale und Weiteres. Sie trafen sich jede Woche, um die Meisterschaft zu planen. Man plante, genug Spieler für zwei Teams zu kriegen. Anstatt der benötigten 36 Spieler meldeten sich über 400 Jugendliche, sodass sechs Teams geformt werden konnten.
Als die Meisterschaft stand und gespielt wurde, wollte die NAFA dabei integriert werden; die NMFF lehnte jedoch ab. Die Bevölkerung unterstützte die neue Juniorenliga und viele besuchten die Spiele. Die Meisterschaft lief von Juni bis November und war ein großer Erfolg. Es wurde auf einer Fläche in Ewa beim Sitz der Capelle & Partner gespielt, da das Linkbelt Oval von der NAFA gepachtet wurde.
Beim ersten Meisterschaftsfinale der Junioren waren 500 Zuschauer anwesend, als das U14-Team der Blues die U14 der Ubenited Power bezwang. 2000 wurde dann eine U11- und eine U17-Meisterschaft gestartet, beide ebenfalls von der NMFF organisiert. Die NAFA organisierte weiterhin nur die Meisterschaft der Senioren.
Mannschaften der Juniorenligen:
| U17            | U14            | U11            |
| -------------- | -------------- | -------------- |
| Ubenited Power | Aces           | Aces           |
| Aces           | Panzer Saints  | Panzer Saints  |
| Panzer Saints  | Menaida Tigers | Menaida Tigers |
| Menaida Tigers | Boe Lions      | Boe Lions      |
| Blues          | Blues          | Blues          |
|                | Ubenited Power | Ubenited Power |

## Sponsoring/Schiedsrichter
Offizielle Schiedsrichter gibt es nicht; die sechs Schiedsrichter, welche beim Australian Football benötigt werden, setzen sich aus unabhängigen Spielern zusammen. Sie tragen keine offizielle Berufskleidung; stattdessen müssen sie weiße Kleidung tragen.
Der Hauptsponsor der NAFA ist der Q Store, ein Warenladen, der die Pokale sponsert. Der Preis für den Gewinn ist eine Flugreise nach Australien mit der Air Nauru, welche die Reise sponsert. Die Fluggesellschaft Air Nauru ist neben dem Q Store der wichtigste Geldgeber der NAFA.